# Сверх-Борджиа в Кремле
«Сверх-Борджиа в Кремле» — статья, написанная Львом Троцким в октябре 1939 года по заказу американского журнала «Life». Содержала версию об отравлении Владимира Ленина Иосифом Сталиным. Не была опубликована в изначально запланированном издании; впервые была напечатана в 1940 году в журнале «Liberty» под заголовком «Отравил ли Сталин Ленина?» (англ. Did Stalin Poison Lenin?). Несмотря на критическое мнение многих историков, изложенная в ней гипотеза о смерти советского лидера получила широкое распространение.

## История и описание
В последние несколько лет своей жизни, проведенных в Мексике, Лев Троцкий был преимущественно занят подготовкой крупной работы о советском лидере Иосифе Сталине: он собирал документы и накапливал материалы о том, как «мелкий провинциальный большевистский функционер» смог стать «тоталитарным диктатором» Советской России и «обеспечить себе поистине неограниченную власть». С весны 1938 года Лев Давидович в своих изысканиях полностью переключился на личность вождя СССР.

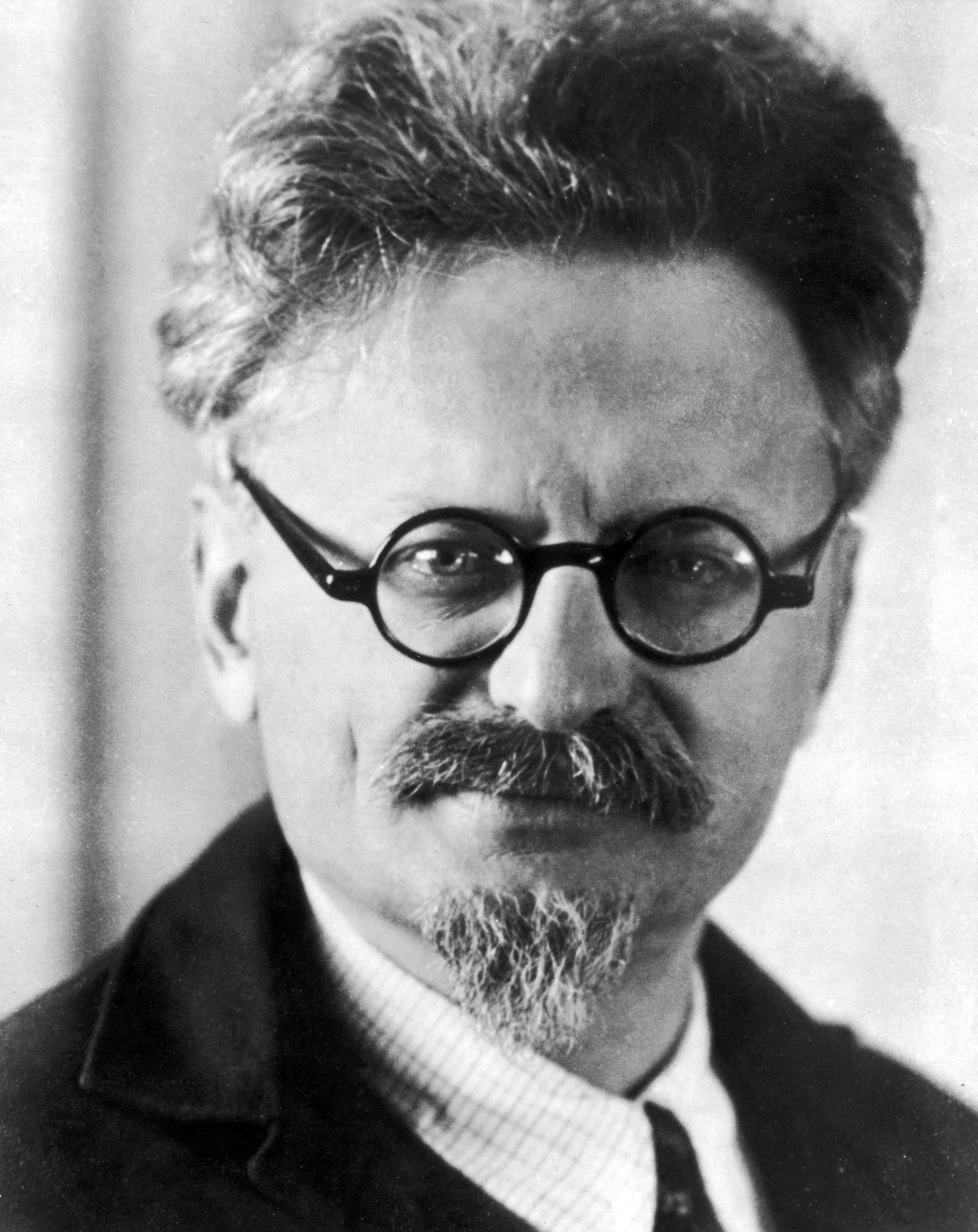
Л. Д. Троцкий в 1930-е годы

Своеобразным аналитическим и эмоциональным итогом в оценке Троцким Сталина стала статья «Сверх-Борджиа в Кремле», являвшаяся завершающей в серии из двух материалов, заказанных американским журналом «Life» («Лайф»): первым был автобиографический набросок «Иосиф Сталин. Опыт характеристики», вызвавший протест как сталинистов, так и либералов в США. «Сверх-Борджиа…» был подписан к печати 13 октября 1939 года. В сопроводительном письме в редакцию Троцкий категорически отрицал элемент личной ненависти в оценке «кремлёвского владыки».
В результате редакция журнала «Лайф» оказалась в затруднительной ситуации: выступать с материалом, содержащим прямые обвинения руководителя другого государства в совершении уголовного преступления, было и рискованно, и непривычно. Между редакцией и Троцким возникла «неприятная, но вежливая» переписка. От автора требовали «менее гипотетических и более очевидных фактов», подтверждавших выдвинутые обвинения. В конце концов Ноэл Буш, редактор журнала, отказался от публикации заказанной статьи — добавив, что материал «может быть опубликован когда-то в будущем». При этом обещанный гонорар был полностью выплачен как революционеру, так и переводчику текста Чарльзу Маламуту — что было немаловажно в связи с крайней нуждой Троцкого в средствах в тот период.
В ответ Троцкий попрекал редакцию в том, что она поддалась «давлению сталинистов» и угрожал судом: американскому адвокату Троцкого Альберту Гольдману с трудом удалось убедить вождя IV Интернационала в бесперспективности дела. После того как рукопись не была принята и в «Saturday Evening Post», она ещё несколько месяцев «кочевала» из одного журнала в другой, пока не была опубликована (в сокращённом виде) американским изданием «Liberty» в номере от 10 августа 1940 года. Через десять дней Троцкий был убит.

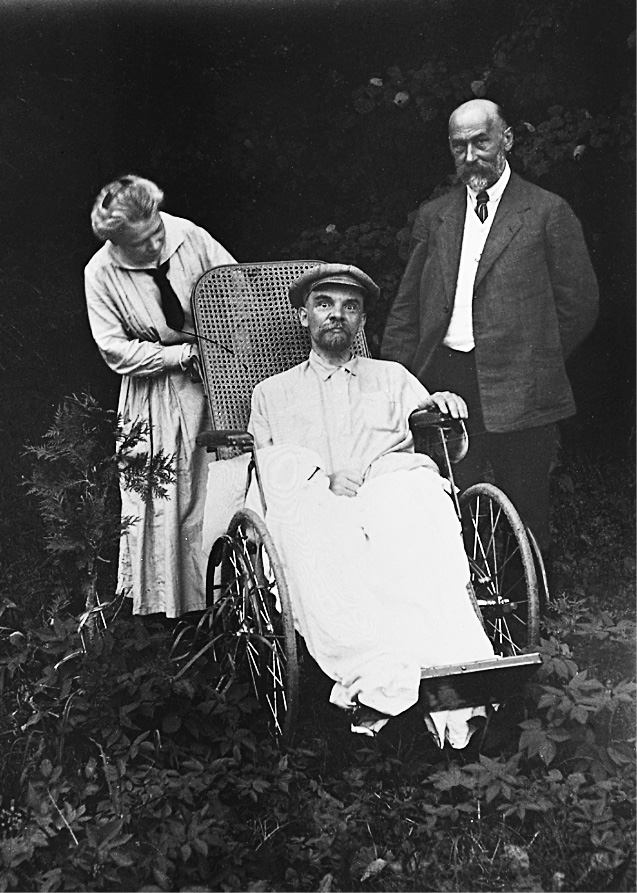
Владимир Ленин в мае 1923 года

## Критика
Авторы четырёхтомной биографии Троцкого Юрий Фельштинский и Георгий Чернявский отзывались о статье как о «гипотезе, основанной на личном опыте автора и видения им Сталина».
Философ Вадим Роговин, в главе своей книги, названной в соответствии с заголовком статьи Троцкого, детально разбирает аргументы, приведённые бывшим наркомом. Роговин, соглашаясь в этом с советологом Абдурахманом Авторхановым, находит высказанное предположение «вполне правдоподобным»: «разоблачения Сталина Троцким базировались на скрупулезном анализе фактов и документов». Материал, изложенный в статье, также был разобран политологом Стефаном Поссони в его биографии Ленина: автор рассмотрел две версии событий, названные им «медицинское» и «психическое убийство».
По словам биографа Троцкого Исаака Дойчера, обвинение, впервые брошенное в адрес советского лидера спустя почти 20 лет после «преступления», характеризовало скорее психологическое состояние самого Льва Давидовича (недавно потерявшего сына), нежели фактические события того времени. С этим мнением в целом был согласен и публицист Валерий Шамбаров, считавший аргументы Троцкого — мнение врача Фёдора Гетье и неверную информацию о сроках похорон Ленина — «ложью». Он обращал внимание на то, что Лев Давидович озвучил свои обвинения лишь тогда, когда уже не было в живых никого из тех лиц, на кого он ссылается — тех, кто мог бы подтвердить его слова.
Анализируя биографические произведения о Сталине, написанные Троцким — в частности, статью «Сверх-Борджиа в Кремле…» — профессор Барух Кней-Пац характеризовал их как попытку «демонизации» Сталина, ради которой автор пересекает «тонкую черту», отделяющую факты от фантазий. Лев Давидович, по Кней-Пацу, опубликовал свои обвинительные заключения «без следа реальных доказательств», исключительно на базе «теоретических предпосылок». Стоит отметить, что саму возможность кончины Ленина не по естественным причинам профессор не отрицал.

## Текст
- Текст статьи «Иосиф Сталин. Опыт характеристики» на русском языке. Была опубликована в журнале «Life».
- Текст статьи «Сверх-Борджиа в Кремле» на русском языке. Была опубликована в журнале «Liberty[англ.]» после отказа от публикации в журнале «Life».
- Текст «Did Stalin Poison Lenin?» — Liberty, 1940
- Сверх-Борджиа в Кремле // Лев Троцкий. Портреты революционеров. — М.: Московский рабочий, 1991.